# Église Saint-Martin d'Éparcy
L'église Saint-Martin d'Éparcy est une église située à Éparcy, en France.

## Localisation
L'église est située sur la commune d'Éparcy, dans le département de l'Aisne.

## Historique
L'église ruinée en 1480, fut rebâtie 6 ans après.